# Прижизненные именования кораблей ВМС США
В США существует давняя традиция не называть корабли в честь людей, которые ещё живы. Существует также не менее давняя традиция время от времени нарушать эту традицию. В настоящее время в действующем составе ВМС США находятся 12 кораблей, названные в честь деятелей, которые были живы к моменту церемонии именования. Имя военному кораблю США присваивается задолго до его закладки, поэтому не все люди, в честь которых названы корабли, доживают до спуска на воду и, тем более, до вступления корабля в состав ВМС.

## Фотогалереи

### Рекордсмены по числу прижизненных именований

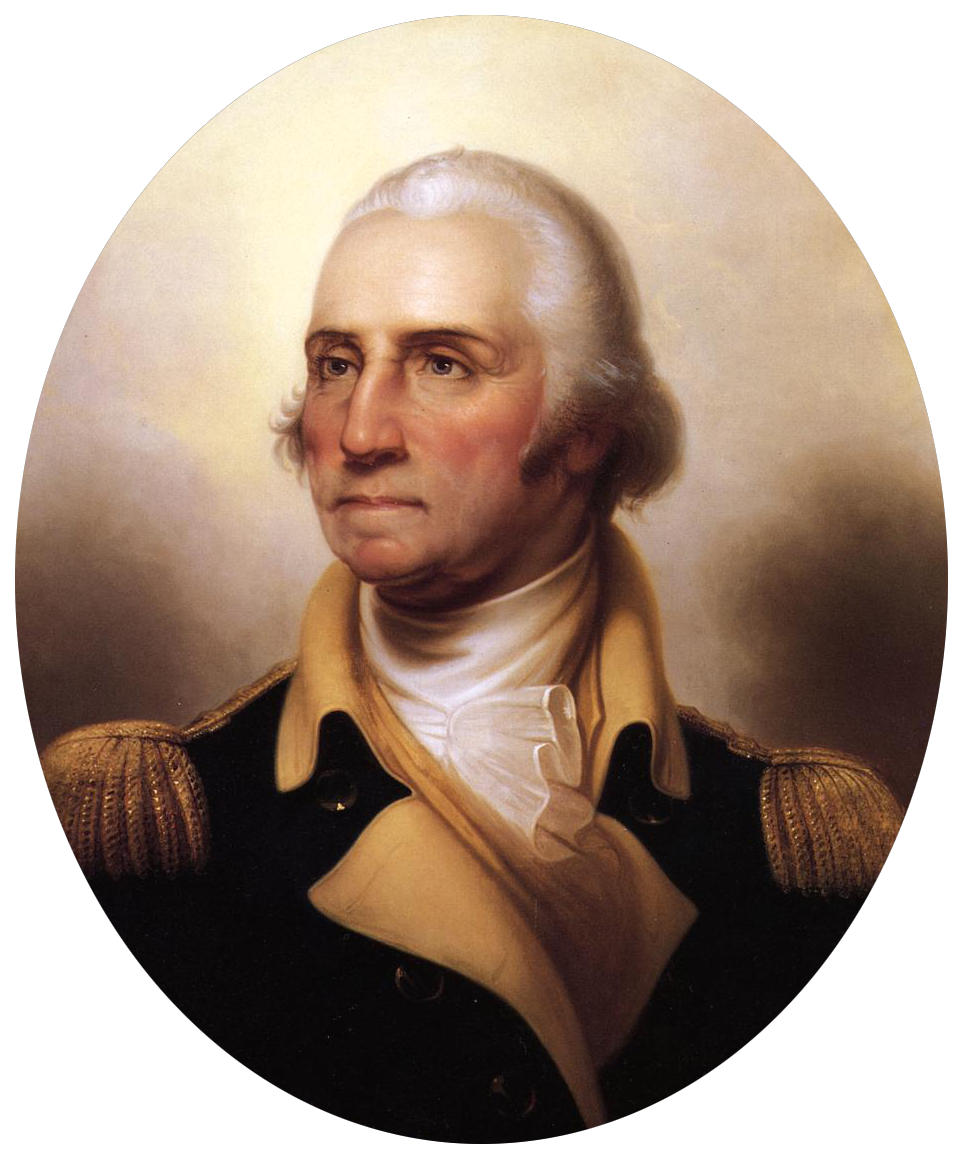
Джордж Вашингтон (5 кораблей)
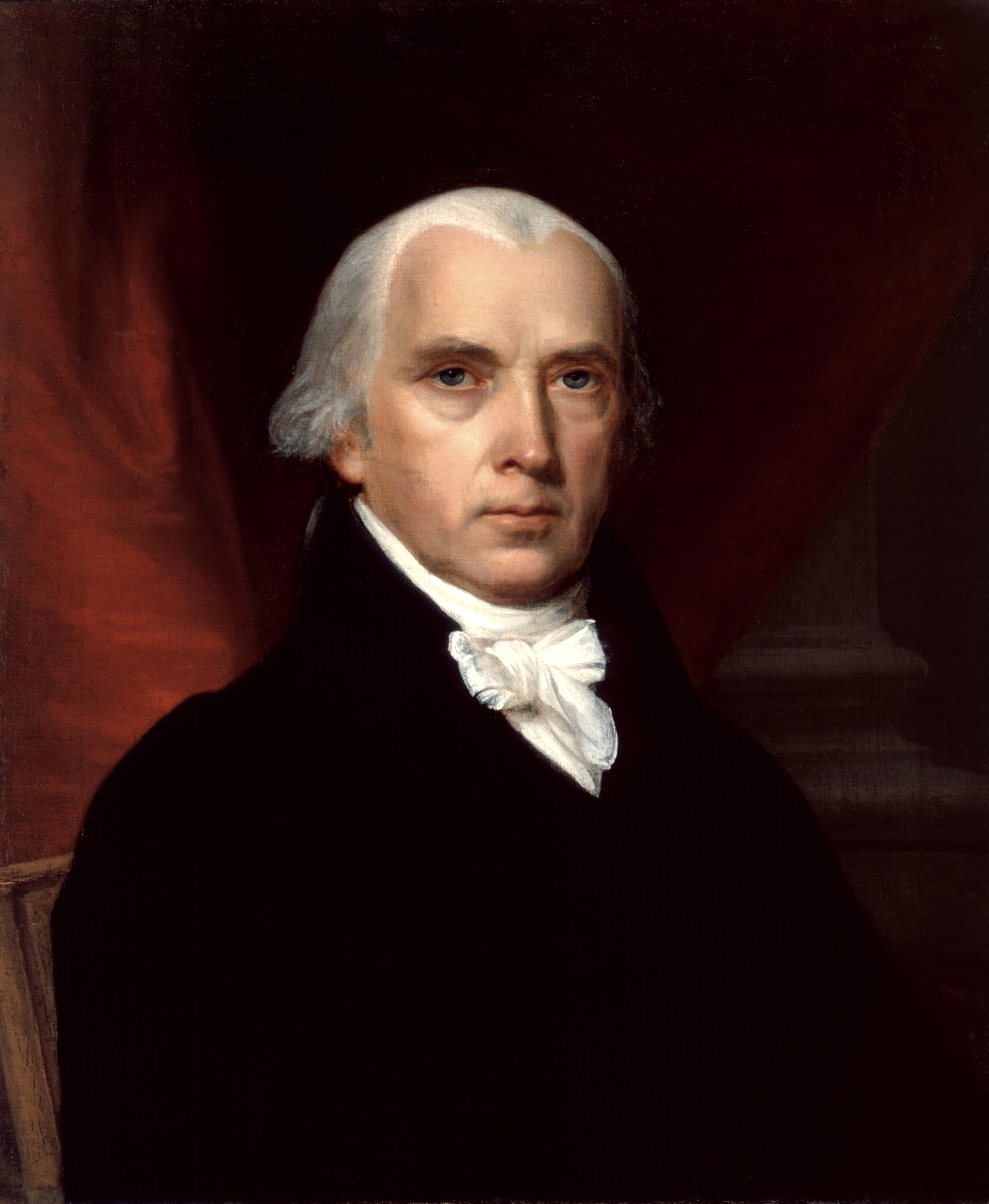
Джеймс Мэдисон (3 корабля)
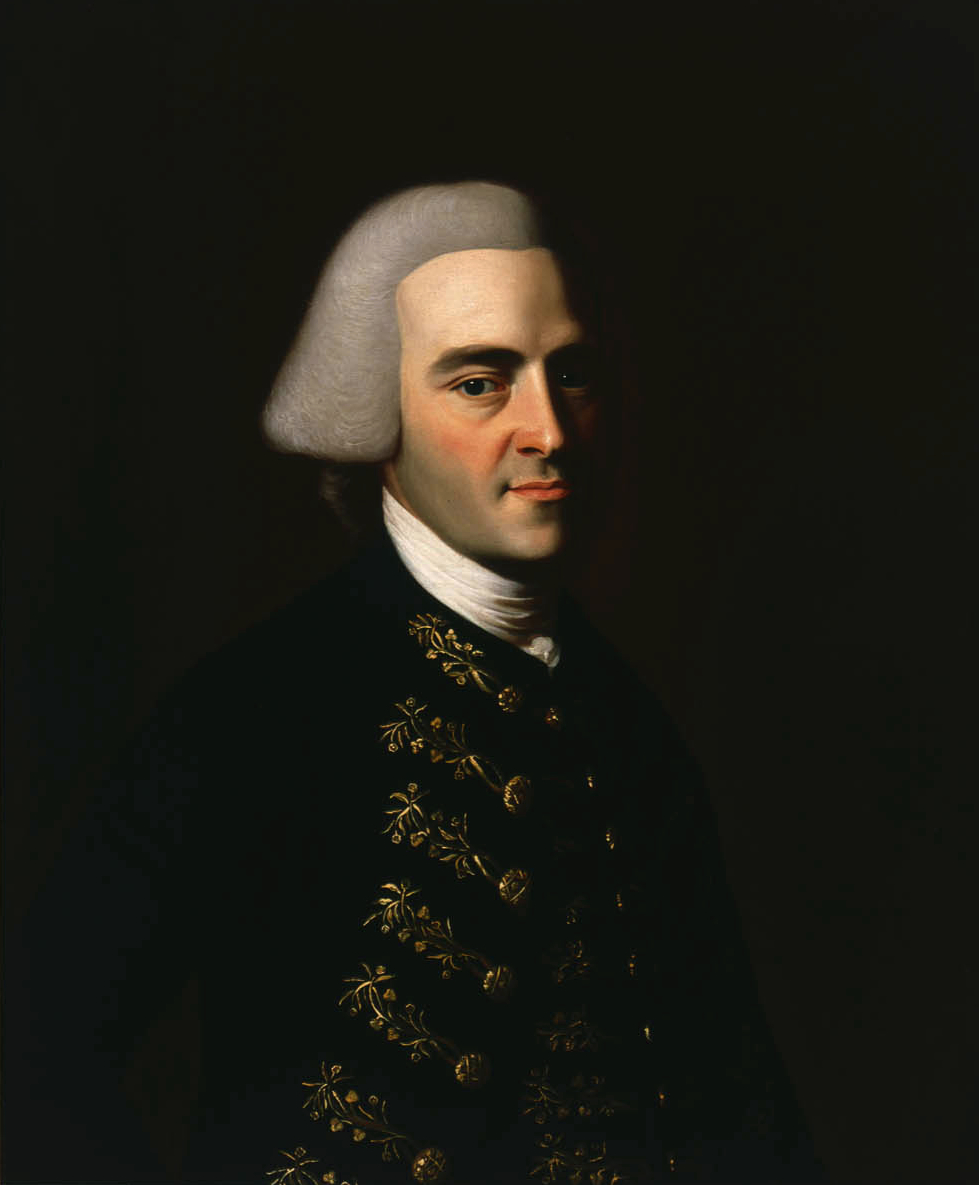
Джон Хэнкок (2 корабля)
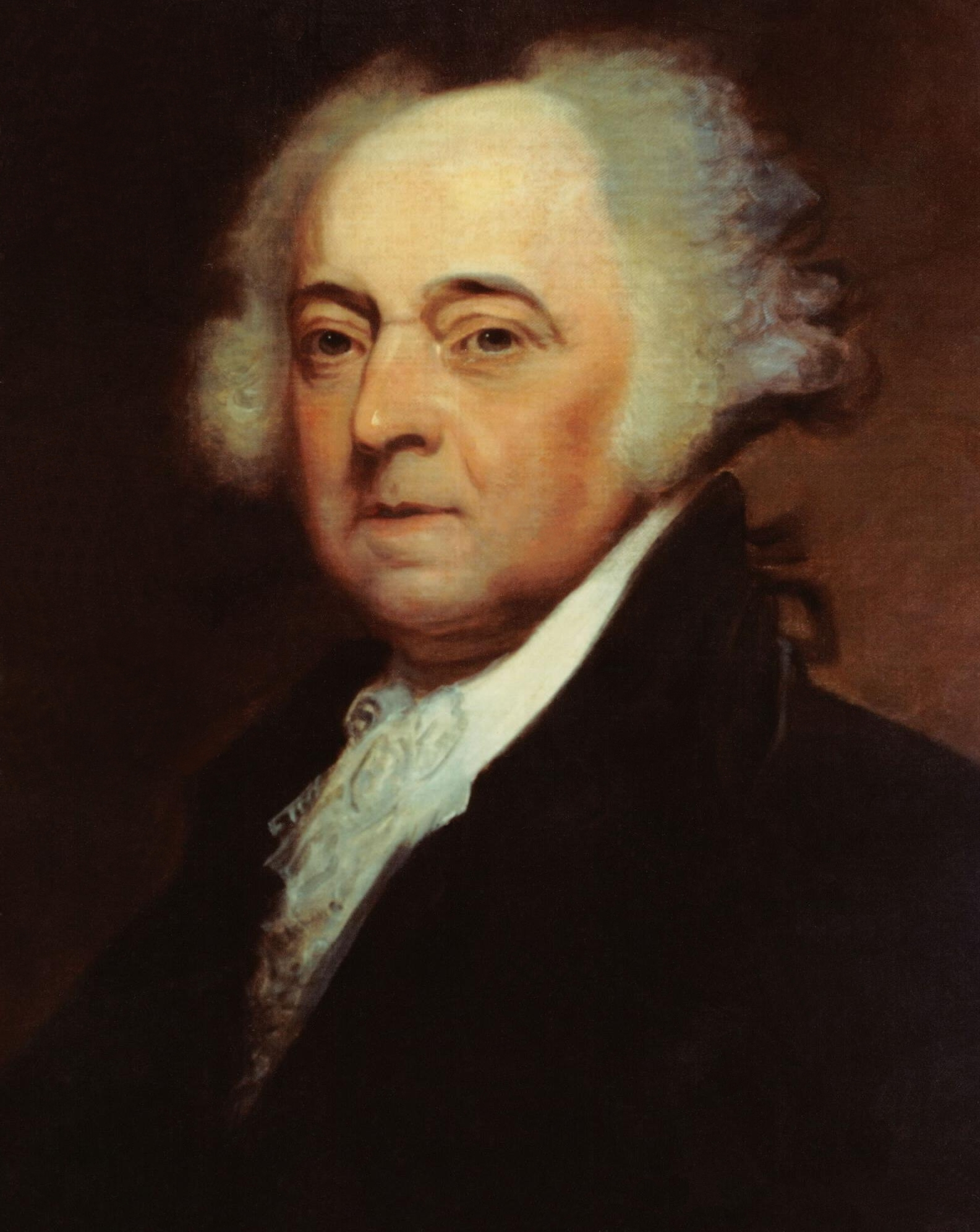
Джон Адамс (2 корабля)

### Действующие корабли, названные в честь ныне живущих людей

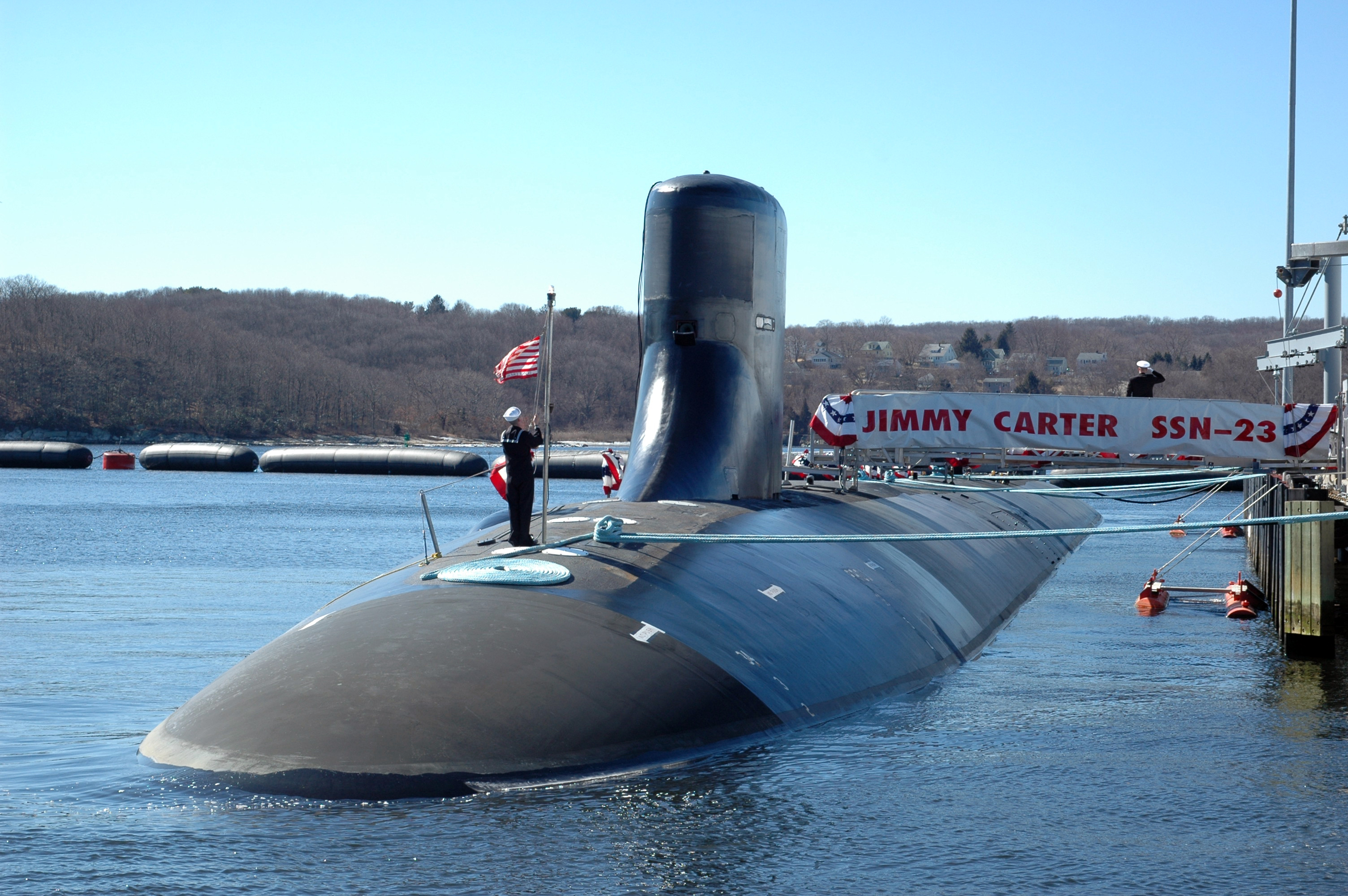
SSN-23 «Джимми Картер»
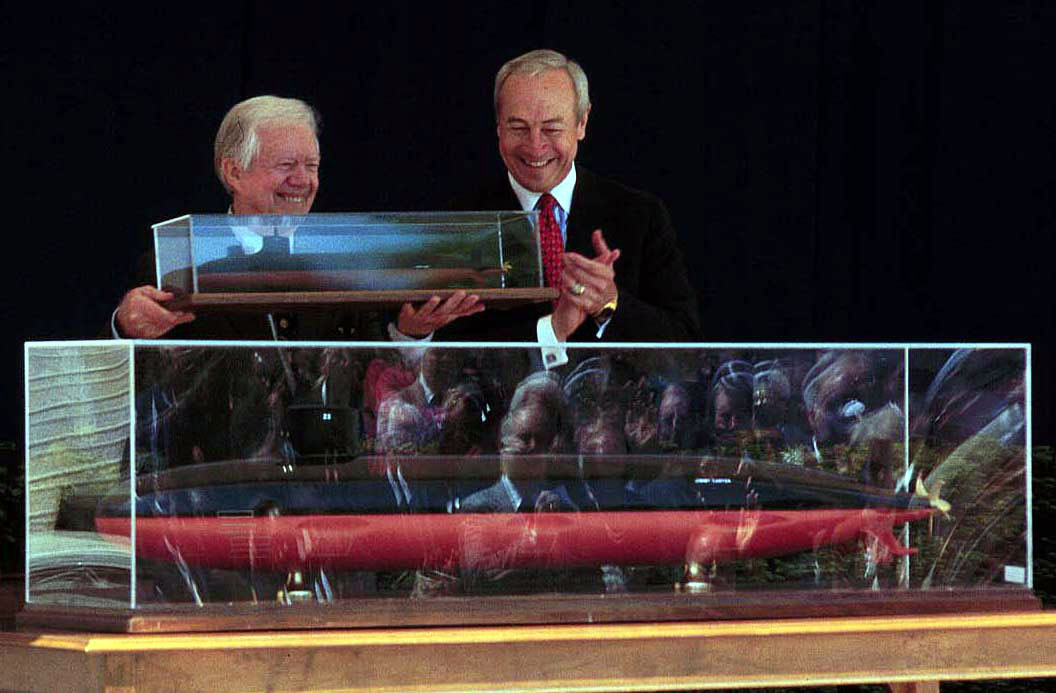
Джимми Картер на церемонии именования подводной лодки, названной в его честь

## Список кораблей
| Название                                              | Заложен Спущен В строю Списан               | В честь кого назван                   | Родился Умер          | Примечание |
| ----------------------------------------------------- | ------------------------------------------- | ------------------------------------- | --------------------- | --- |
| «Вашингтон» (англ. Washington)                        | 1775                                        | Джордж Вашингтон                      | 22.02.1732 14.12.1799 | Шхуна, которая до 1775 года называлась «Endeavor». В октябре 1775 года Вашингтон приобрёл её, перестроил в бригантину и назвал своим именем. |
| «Вашингтон» (англ. Washington)                        | 1776                                        | Джордж Вашингтон                      | 22.02.1732 14.12.1799 | Гребная галера, которая зимой и весной 1776 года действовала в бухте Наррангасетт. |
| «Вашингтон» (англ. Washington)                        | 08.1776                                     | Джордж Вашингтон                      | 22.02.1732 14.12.1799 | Один из 13 фрегатов, построенных Континентальным конгрессом. Спущен на воду в августе 1776 года, но не был достроен. Затонул в 1777 году. |
| «Вашингтон» (англ. Washington)                        | 1776                                        | Джордж Вашингтон                      | 22.02.1732 14.12.1799 | Двухмачтовая галера с латинским вооружением, построенная осенью 1776 года. |
| «Джордж Вашингтон» (англ. Washington)                 | 12.10.1798                                  | Джордж Вашингтон                      | 22.02.1732 14.12.1799 | Торговое судно, приобретённое Конгрессом в 1798 году и переоборудованное в шлюп . |
| «Хэнкок» (англ. Hancock)                              | 10.1775                                     | Джон Хэнкок                           | 23.01.1737 08.10.1793 | Бывшая шхуна «Speedwell», арендованная в октябре 1775 года. |
| «Хэнкок» (англ. Hancock)                              | 1776                                        | Джон Хэнкок                           | 23.01.1737 08.10.1793 | Парусный фрегат, вошедший в состав флота в 1776 году. |
| «Франклин» (англ. Franklin)                           | 1775                                        | Бенджамин Франклин                    | 17.01.1706 17.04.1790 | 6-пушечная шхуна, построенная в 1775 году. |
| «Леди Вашингтон» (англ. Lady Washington)              | 1776                                        | Марта Вашингтон                       | 02.06.1731 22.05.1802 | Гребная галера. Вошла в состав флота в 1776 году |
| «Дин» (англ. Deane)                                   | 1778                                        | Сайлас Дин (англ. Silas Deane)        | 24.12.1737 23.09.1789 | Фрегат французской постройки. Вошёл в состав флота в 1778 году |
| «Адамс» (англ. Adams)                                 | 1799                                        | Джон Адамс                            | 30.10.1735 04.07.1826 | 28-пушечный фрегат, построен в Нью-Йорке, спущен на воду 8 июня 1799 года. |
| «Джон Адамс» (англ. John Adams)                       | 1799                                        | Джон Адамс                            | 30.10.1735 04.07.1826 | 24-пушечный фрегат, построен в Чарльстоне (шт. Южная Каролина), спущен на воду 5 июня 1799 года. |
| «Джефферсон» (англ. Jefferson)                        | 1814                                        | Томас Джефферсон                      | 13.04.1743 04.07.1826 | Бриг. Спущен на воду в 1814 году |
| «Джеймс Мэдисон» (англ. James Madison)                | 1807                                        | Джеймс Мэдисон                        | 16.03.1751 28.06.1836 | Таможенный куттер. В строю с 1807 года |
| «Мэдисон» (англ. Madison)                             | 1812                                        | Джеймс Мэдисон                        | 16.03.1751 28.06.1836 | 14 пушечный корвет или шлюп. Спущен на воду в 1812 году |
| «Мэдисон» (англ. Madison)                             | 1832                                        | Джеймс Мэдисон                        | 16.03.1751 28.06.1836 | Шхуна типа «Ван Бюрен» (англ. Van Buren). Спроектирована Эдвардом Преблом (англ. Edward Preble), построена в 1832 году. |
| «Ван Бюрен» (англ. Van Buren)                         | 02.12.1839                                  | Мартин ван Бюрен                      | 05.12.1782 24.07.1862 | Шхуна, названная в честь 8-го президента США Мартина ван Бюрена. Вступила в строй в 1839 году. |
| «Гарриэт Лейн» (англ. Harriet Lane)                   | 10.1857                                     | Гэрриэт Лейн (англ. Harriet Lane)     | 09.05.1830 03.07.1903 | Таможенный куттер, спущен на воду в 1857 году, передан флоту в 1861 году. Назван в честь Гэрриэт Лейн, племянницы 15-го президента США Джеймса Бьюкенена, которая исполняла роль Первой леди, поскольку президент был холостяком. |
| SS-1 «Голланд»                                        | 12.1896 17.05.1897 12.10.1900 07.07.1905    | Джон Голланд                          | 29.02.1840 12.08.1914 | Подводная лодка, названная в честь Джона Голланда, пионера строительства подводных лодок. |
| DD-156 «Дж. Фред Тэлботт» (англ. Talbott)             | 08.07.1918 14.12.1918 30.06.1919 21.05.1946 | Джошуа Тэлботт (англ. Joshua Talbott) | 29.07.1843 05.10.1918 | Эсминец типа «Викс», названный в честь Джошуа Тэлботта, который в течение 25 лет был членом Комитета палаты представителей по военно-морским делам (англ. House Committee on Naval Affairs). |
| CG-20 «Ричмонд Тёрнер» (англ. Richmond Turner)        | 09.01.1961 06.04.1963 13.06.1964 31.03.1995 | Ричмонд Тёрнер                        | 27.05.1885 12.02.1961 | Ракетный крейсер типа «Леги», названный в честь адмирала Ричмонда Тёрнера. |
| CVN-70 «Карл Винсон»                                  | 11.10.1975 15.03.1980 13.05.1982            | Карл Винсон                           | 19.11.1883 01.06.1981 | Авианосец типа «Нимиц», названный в честь члена Комитета палаты представителей по вооруженным силам (англ. House Armed Services Committee) Карла Винсона. Карл Винсон является абсолютным рекордсменом США по продолжительности пребывания в Конгрессе — более 50 лет с 1914 по 1965 годы.                                                           |
| SSN-709 «Хайман Риковер» (англ. Hyman Rickover)       | 24.07.1981 27.08.1983 21.07.1984 14.12.2006 | Хайман Риковер                        | 27.01.1900 08.07.1986 | Подводная лодка типа «Лос-Анджелес», названная в честь адмирала Хаймана Риковера, «отца атомного флота» США. |
| DDG-51 «Арли Бёрк»                                    | 06.12.1988 16.09.1989 04.07.1991            | Арли Бёрк                             | 19.10.1901 01.01.1996 | Головной эсминец типа, названный в честь адмирала Арли Бёрка, бывшего начальника оперативного штаба ВМС США (1955-1961). На церемонии ввода в строй 90-летний Бёрк выступил с речью. |
| CVN-74 «Джон Стеннис»                                 | 13.03.1991 11.11.1993 09.12.1995            | Джон Стеннис (англ. John Stennis)     | 03.08.1901 23.04.1995 | Авианосец типа «Нимиц», названный в честь бывшего председателя Комитета Сената США по вооружённым силам Джона Стенниса. Джон Стеннис является абсолютным рекордсменом США по продолжительности пребывания в Сенате — более 41 года с 1947 по 1989 годы.                                                                                              |
| CVN-76 «Рональд Рейган»                               | 12.02.1998 04.03.2001 12.07.2003            | Рональд Рейган                        | 06.02.1911 05.06.2004 | Авианосец типа «Нимиц», названный в честь 40-го президента США Рональда Рейгана. |
| T-AKR-300 «Боб Хоуп» (англ. Bob Hope)                 | 02.03.1995 27.03.1997 18.11.1998            | Боб Хоуп                              | 29.05.1906 27.07.2003 | Ролкер, головное судно типа (англ. Bob Hope class vehicle cargo ship), названное в честь американского комика, актёра театра и кино, радиоведущего Боба Хоупа, работавшего в Тыловой службе вооруженных сил (USO). Боб Хоуп является абсолютным рекордсменом по числу церемоний «Оскар», в которых он принимал участие в качестве ведущего (18 раз). |
| SSN-23 «Джимми Картер»                                | 05.12.1998 13.05.2004 19.02.2005            | Джеймс Картер                         | 01.10.1924            | Подводная лодка типа «Сивулф», названная в честь 39-го президента США Джеймса Картера, в прошлом флотского офицера. |
| CVN-77 «Джордж Буш»                                   | 06.09.2003 09.10.2006 10.01.2009            | Джордж Буш                            | 12.06.1924 30.10.2018 | Авианосец типа «Нимиц», названный в честь 41-го президента США Джорджа Буша-старшего, морского авиатора Второй Мировой войны. |
| DDG-94 «Нитце»                                        | 20.09.2002 03.04.2004 05.03.2005            | Пол Нитце (англ. Paul Nitze)          | 16.01.1907 19.10.2004 | Эсминец типа «Арли Бёрк», названный в честь Пола Нитце, бывшего морского министра США. |
| CVN-78 «Джеральд Форд»                                | 13.11.2009 9.11.2013 31.05.2017             | Джеральд Форд                         | 14.07.1913 26.12.2006 | Головной авианосец серии, названный в честь 38-го президента США Джеральда Форда. Церемония именования состоялась в октябре 2006 года. |
| DDG-108 «Уэйн Мейер»                                  | 18.05.2007 19.10.2008 10.10.2009            | Уэйн Мейер (англ. Wayne Meyer)        | 21.04.1926 01.09.2009 | Эсминец типа «Арли Бёрк», названный в честь Уэйна Мейера, «отца» боевой информационно-управляющей системы «Иджис». |
| SSN-785 «Джон Уорнер» (англ. John Warner)             | 16.03.2013 10.09.2014 01.08.2015            | Джон Уорнер                           | 18.02.1927 25.05.2021 | Подводная лодка типа «Вирджиния», названная в честь Джона Уорнера, бывшего морского министра США. Церемония именования состоялась 8 января 2009 года. |
| LCS-10 «Габриэль Гиффордс» (англ. Gabrielle Giffords) | 16.04.2014 25.02.2015 10.06.2017            | Габриэль Гиффордс                     | 08.06.1970            | Корабль прибрежной зоны типа «Индепенденс», названный в честь Габриэль Гиффордс, бывшего члена Палаты представителей США от штата Аризона, выжившей во время покушения 2011 года. |
| DDG-116 «Томас Гаднер» (англ. Thomas Hudner)          | 16.11.2015 23.04.2017 01.12.2018            | Томас Гаднер (англ. Thomas Hudner)    | 31.08.1924 30.11.2017 | Эскадренный миноносец типа «Арли Бёрк», названный в честь Томаса Гаднера, отставного офицера корпуса морской пехоты, кавалера медали почёта. |
| DDG-117 «Пол Игнатус» (англ. Paul Ignatius)           | 20.10.2015 12.11.2016 27.07.2019            | Пол Игнатус (англ. Paul Ignatius)     | 11.11.1920            | Эскадренный миноносец типа «Арли Бёрк», названный 23.05.2012 г. в честь Пола Игнатуса, бывшего военно-морского министра США. |
| DDG-120 «Карл Левин» (англ. USS Carl M. Levin)        | 01.02.2019                                  | Карл Левин                            | 28.06.1934            | Эскадренный миноносец типа «Арли Бёрк», названный в честь Карла Левина, бывшего сенатора от штата Мичиган и председателя сенатского комитета по вооружённым силам. Название корабля анонсировано в пресс-релизе компании «Дженерал Дайнэмикс» 31.03.2016.                                                                                            |
| DDG-124 «Харви Барнум»                                | заказан 03.06.2012                          | Харви Барнум (англ. Harvey Barnum)    | 21.07.1940            | Эскадренный миноносец типа «Арли Бёрк», названный в честь Харви Барнума, отставного офицера морской пехоты, кавалера медали почёта. |